# Niedersachsen-Kaserne (Lohheide)

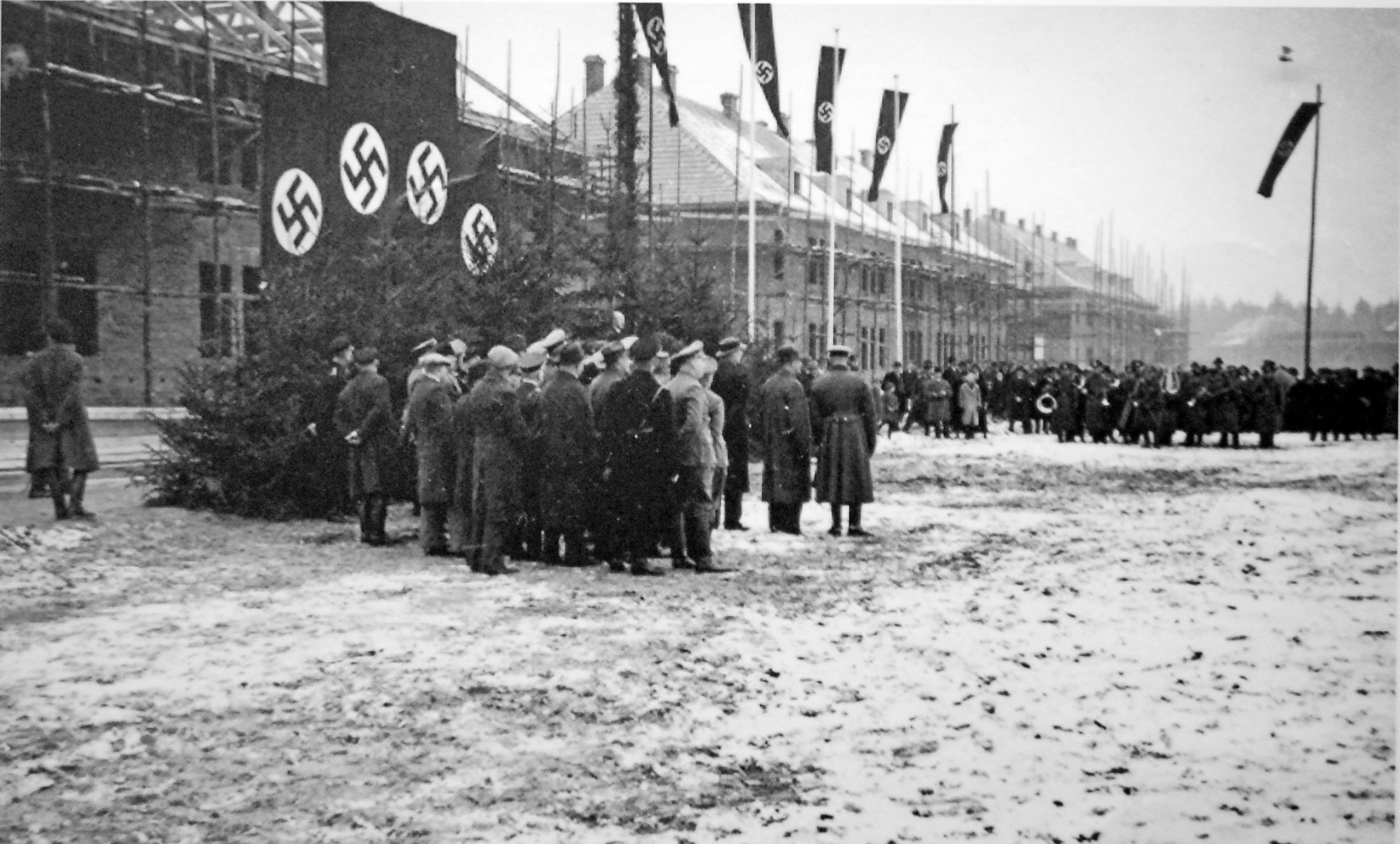
Richtfest der Kaserne Bergen-Hohne am 19. Dezember 1935

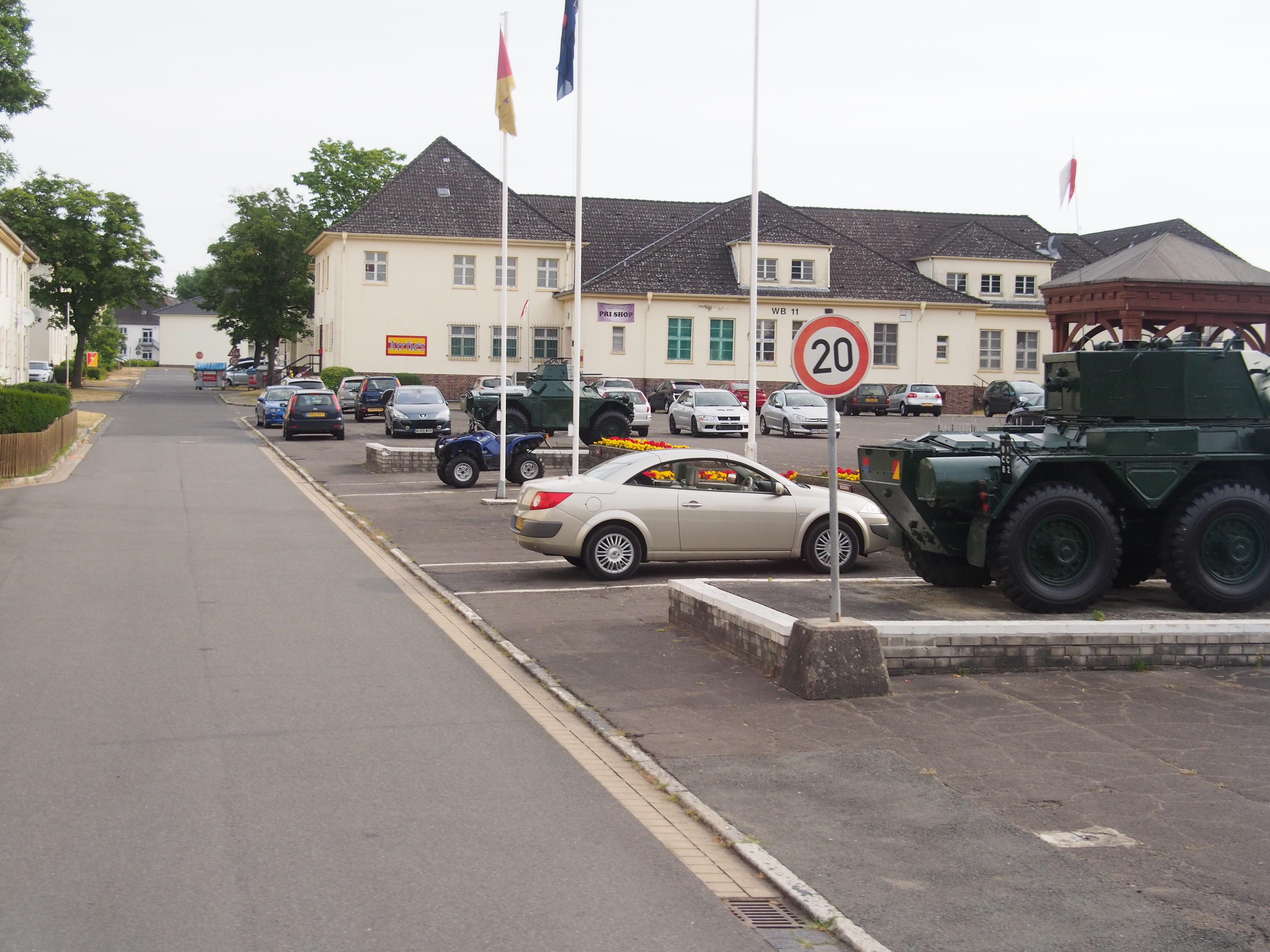
Kasernengelände (2013)

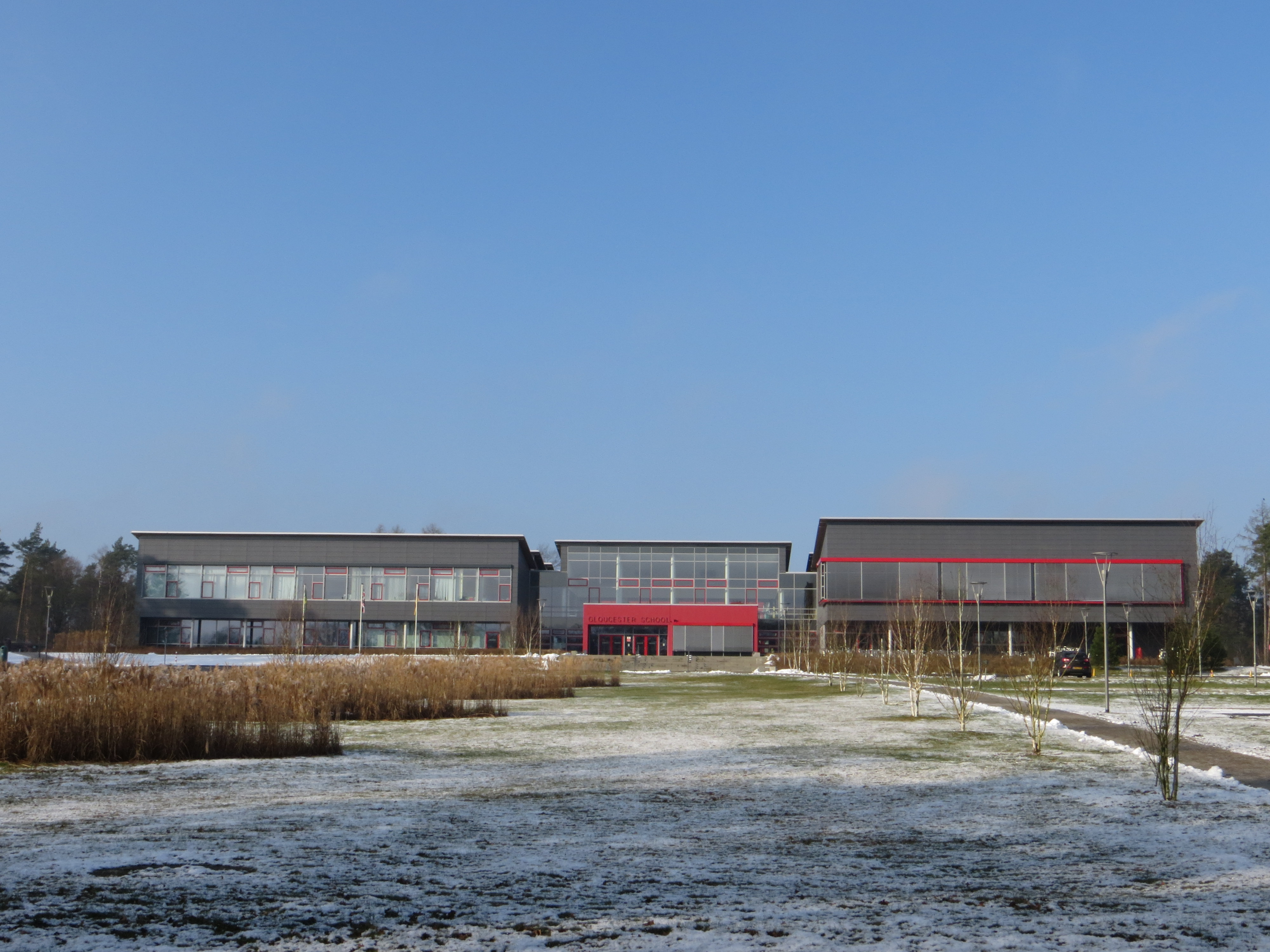
IT-Trainingscenter der Bundeswehr

Die Niedersachsen-Kaserne (bis 2017 Camp Hohne oder Lager III Hohne (NATO)) ist eine Kaserne der Bundeswehr in Lohheide, einem gemeindefreien Gebiet in Niedersachsen. In der Liegenschaft ist das Panzerbataillon 414 stationiert.

## Lage
Die Kaserne befindet sich am Ostrand des Truppenübungsplatzes Bergen. Etwa zwei Kilometer südlich liegt das Dokumentationszentrum KZ Bergen-Belsen, drei Kilometer nordöstlich die Stadt Bergen.
In dem Gebäude der ehemaligen Gloucester School, im Norden außerhalb der Kaserne, befindet sich das IT-Trainingscenter der Bundeswehr (IT-TCBw) der BWI GmbH. Hier werden Soldaten und Soldatinnen der Bundeswehr in der Betriebsführung des IT-Systems der Bundeswehr (IT-SysBw) ausgebildet. Die Gloucester School diente bis zum Sommer 2015 den Kindern von britischen Militärangehörigen als Tagesschule.

## Benennung
Bis August 2017 hieß die Kaserne Camp Hohne. Dann wurde sie nach dem Bundesland Niedersachsen benannt. Dies folgt dem Trend der letzten Jahre der Benennung von Kasernen nach geografischen Bezeichnungen.

## Geschichte

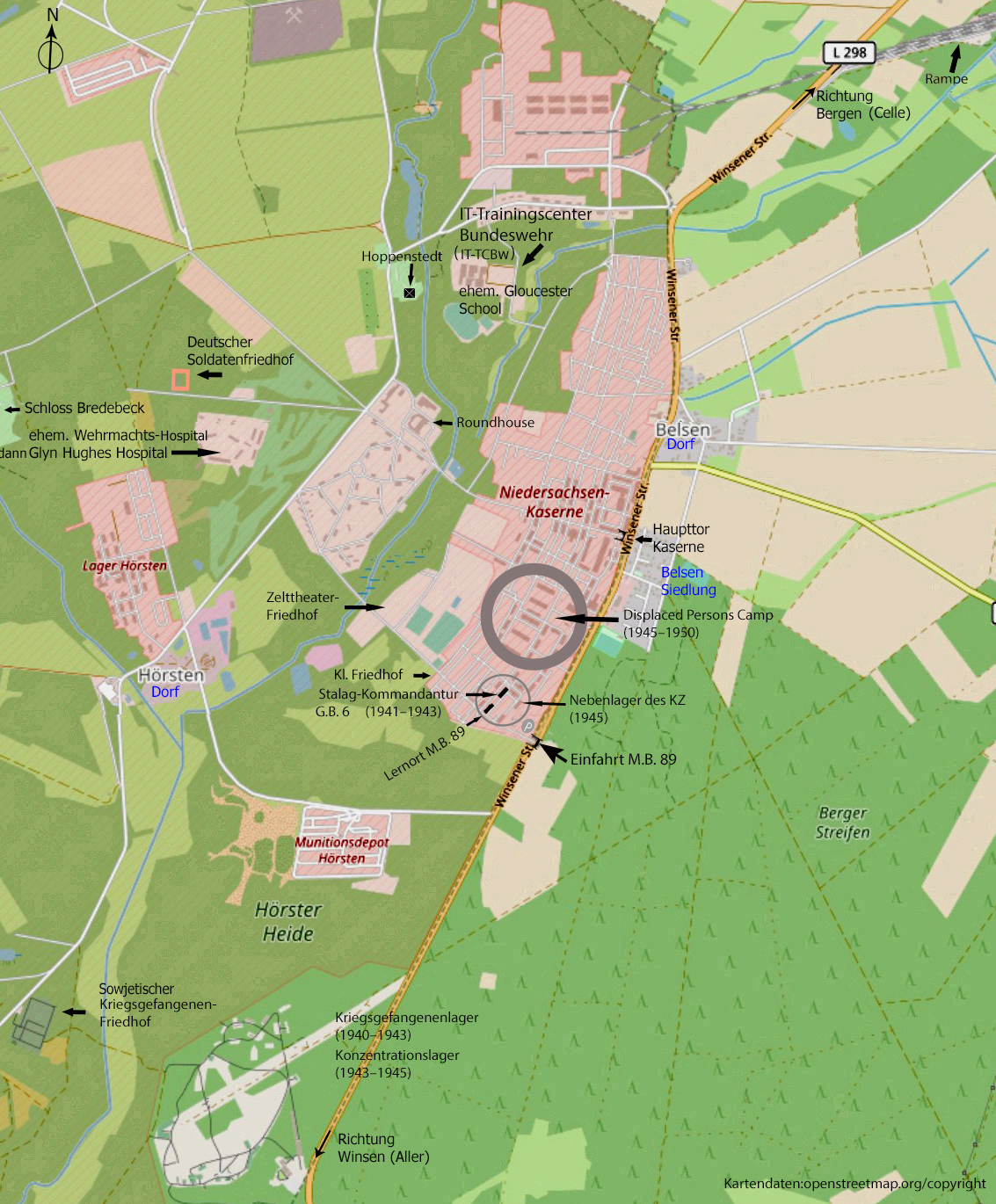
Plan des Kasernengeländes

Die Nationalsozialisten richteten in den 1930er Jahren zur Kriegsvorbereitung mehrere Truppenübungsplätze ein. Der größte war der Truppenübungsplatz Bergen, der zur Ausbildung der Panzertruppen genutzt wurde. Am Ostrand des Platzes wurde zwischen den Ortschaften Belsen und Hohne ein großer Kasernenkomplex („Ostlager“ oder „Lager Belsen“ genannt) errichtet. Im Dezember 1935 war das Richtfest. Im Mai 1936 wurden die ersten Gebäude bezogen, 1938 waren alle Gebäude bezugsfertig. Die historische Bausubstanz dieser Gebäude ist überwiegend originalgetreu erhalten. Auf dem Kasernengelände befinden sich heute unter anderem sechs Geschäftsbaracken (mit „G.B. xx“ gekennzeichnet). Weiter stehen hier 91 Mannschaftsbaracken (M.B. xx) für etwa 17.000 Soldaten, fünf Revierbaracken (R.B. xx), 24 Wirtschaftsbaracken (W.B. xx), eine Waffenmeisterei (W.M. xx), ein Scheibenhof und eine Tankstelle. Werkstatt- und Stallgebäude, ein Sportgelände mit Schwimmbad, ein Kino und Zelttheater entstanden seinerzeit auf dem Kasernenplatz. Eine Reichsbahn-Verladerampe im Norden und eine Heeresmunitionsanstalt zur Lagerung der Infanteriemunition im Süden der Kaserne wurden errichtet.

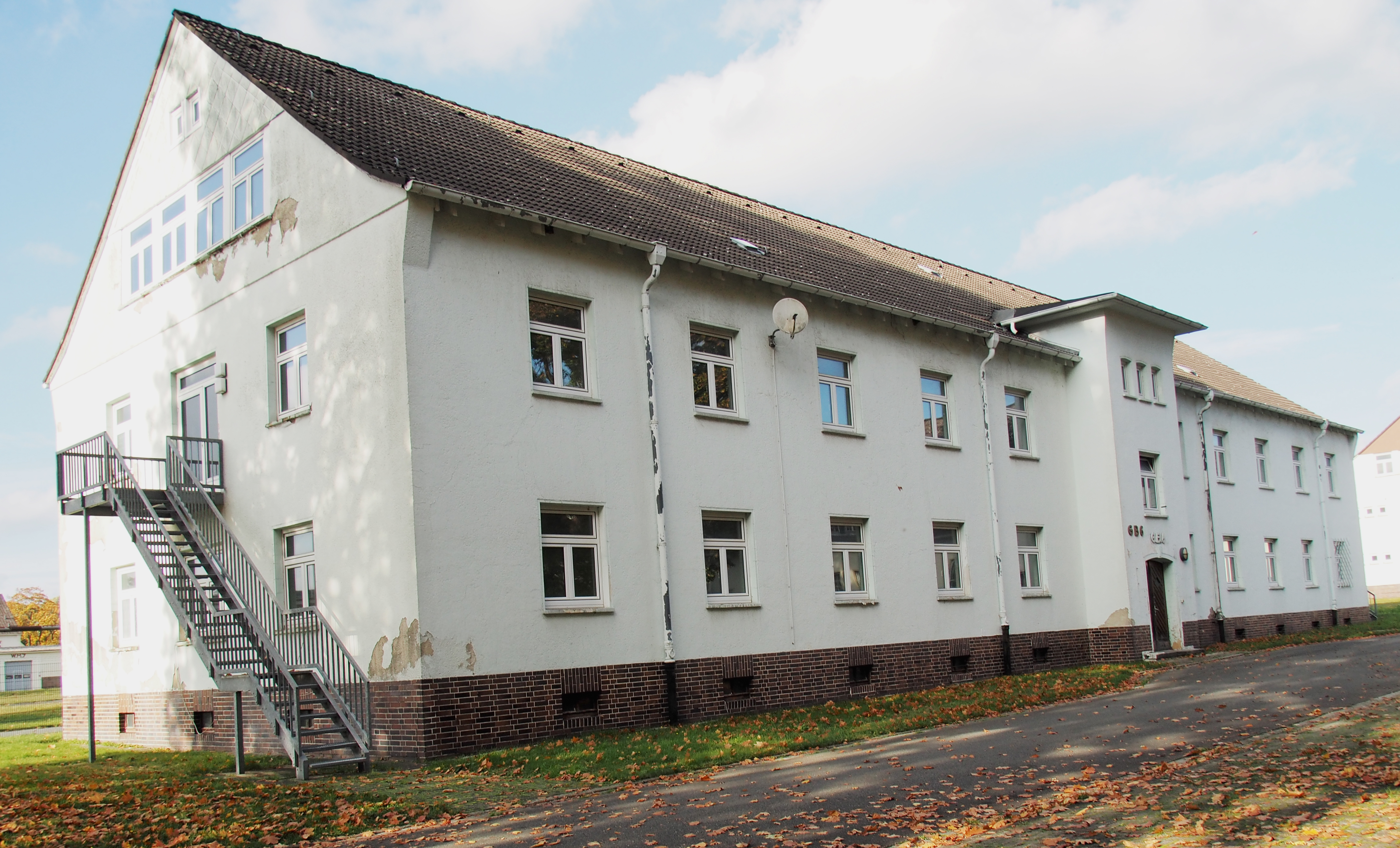
G.B. 6, 1941 – 1943 Kommandantur des Stalag XI C (311)

Die Bauarbeiter hatten ihre Unterkünfte etwa einen Kilometer südlich des Kasernengeländes. In diesem Arbeiterlager brachte die Wehrmacht ab 1940 französische und belgische Kriegsgefangene unter. 1941 wurde das Lager erweitert und zum Standort des Mannschafts-Stammlagers „Stalag XI C“ (311) für sowjetische Kriegsgefangene. Die Kommandantur wurde auf dem Kasernengelände in dem Gebäude G.B. 6 eingerichtet.
Anfang April 1945 wurden vom KZ Mittelbau-Dora etwa 20.000 Häftlinge nach Bergen-Belsen gebracht. Es handelte sich überwiegend um politische Häftlinge aus der Sowjetunion, aus Polen, Frankreich und Belgien, sowie um Juden aus Ungarn und Polen und um Sinti und Roma. Da das KZ Bergen-Belsen total überfüllt war, brachte die SS die meisten Personen im Südteil des Kasernengeländes in einem Nebenlager unter. Mehrere andere Gebäude der Kaserne, und auch die oben genannten des Nebenlagers, dienten von 1945 bis 1950 als Unterkunft für Displaced Persons.

### Das Roundhouse

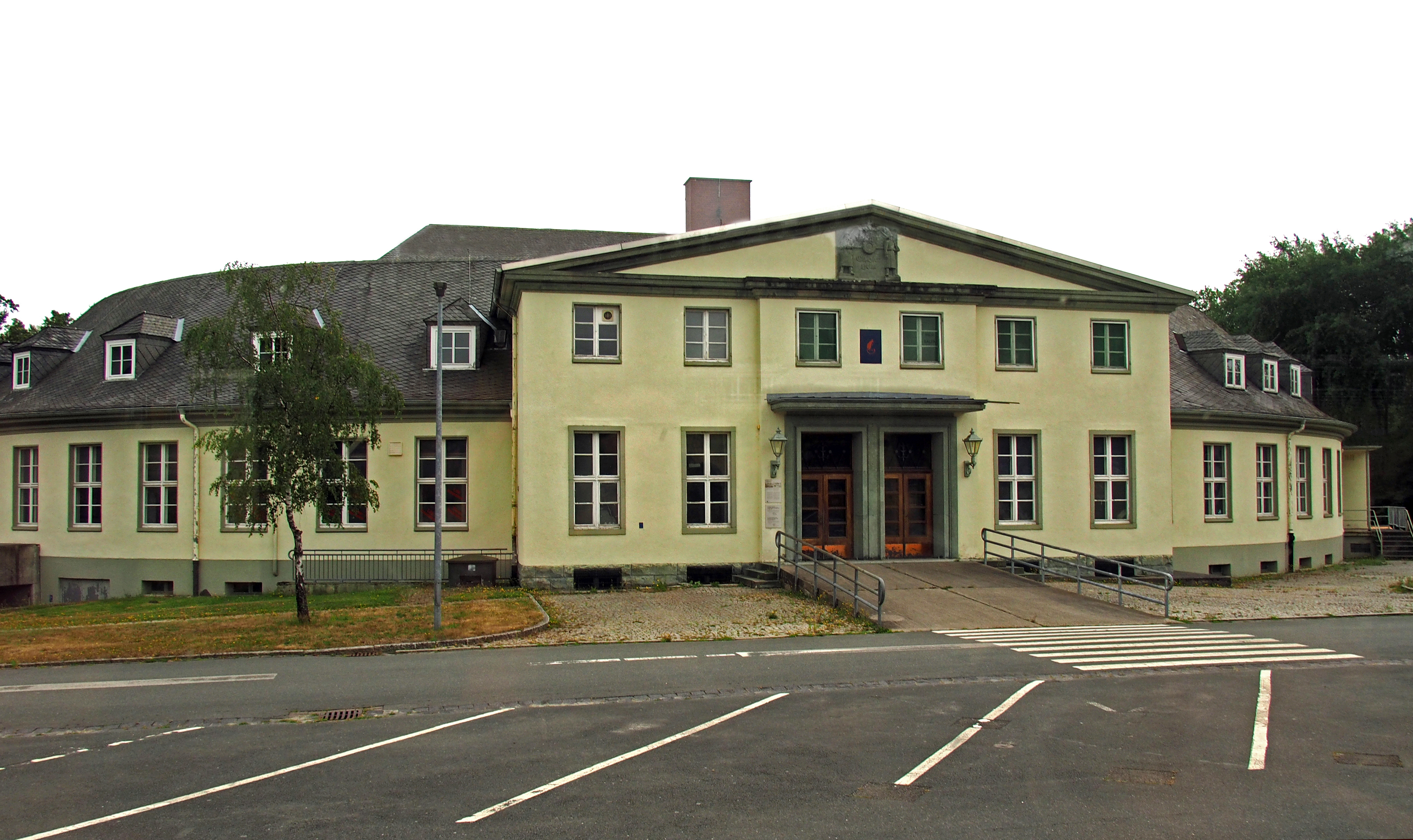
Das Roundhouse

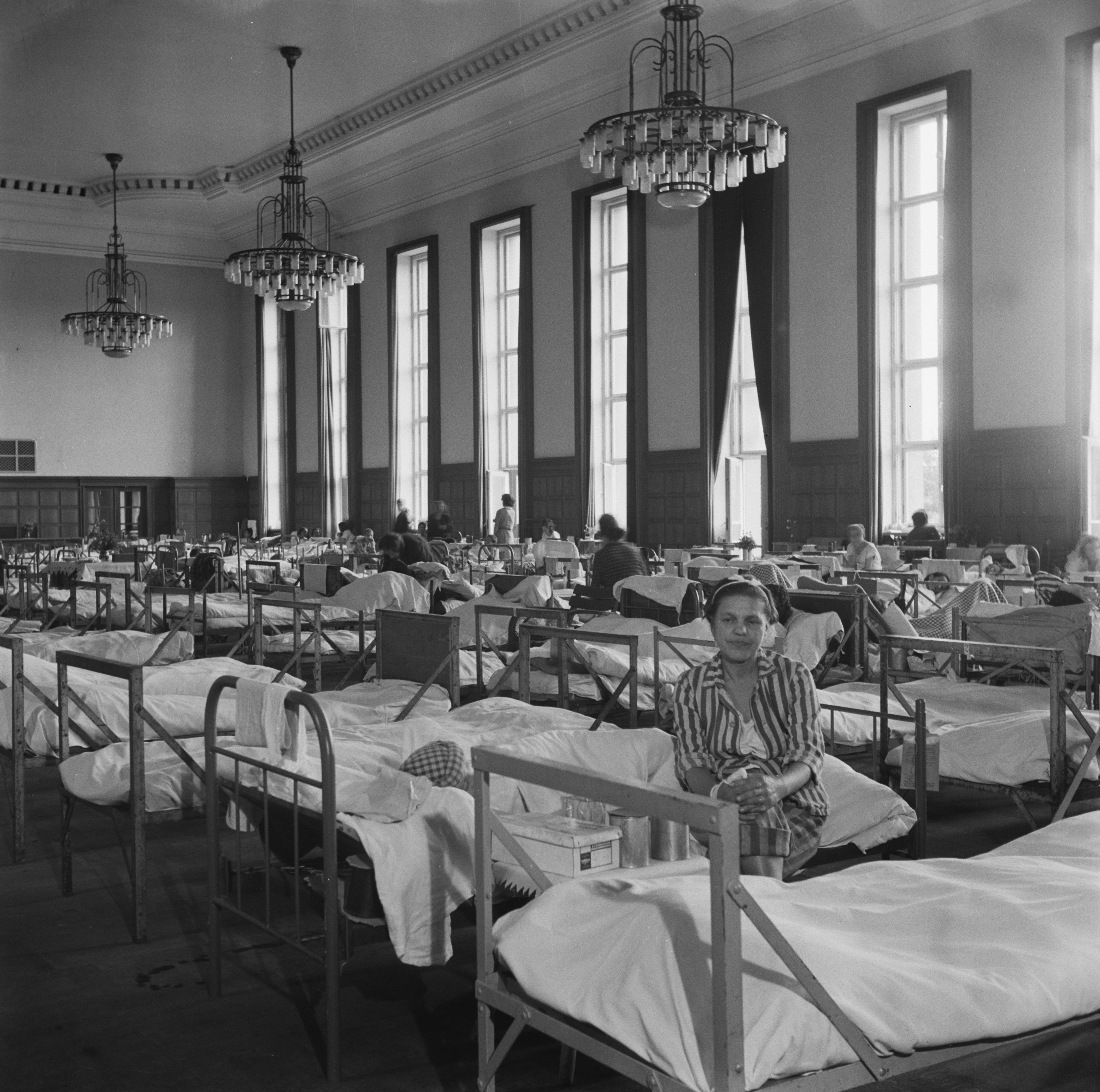
Krankenlager im Ballsaal

1936 wurde im Norden des Kasernengeländes, direkt an einem ehemaligen Mühlenteich, ein imposantes, architektonisch ungewöhnliches Gebäude errichtet. Es diente den auf dem Truppenübungsplatz stationierten Offizieren als Kasino. Die früher an dem Teich gelegene „Belser Mühle“, eine Wassermühle die von der Meiße gespeist wurde, war bereits 1874 abgebrannt und dann weiter nördlich in Hoppenstedt aufgebaut worden. Der Mühlenteich existiert heute nicht mehr, er wurde in den 1950er Jahren zugeschüttet. Das Haus hat auf Grund seiner runden Frontseite von den britischen Armeeangehörigen den Namen „Roundhouse“ bekommen, es hat aber einen hufeisenförmigen Grundriss. Der Veranstaltungsraum bietet Platz für 800 Personen. Das Gebäude steht unter Denkmalschutz.
Ab 1945 wurde, nach der Befreiung des nahe gelegenen KZ Bergen-Belsen, das Haus als Hauptquartier der „Belsen-Garnison“ genutzt. Josef Kramer, der Lagerkommandant des Konzentrationslagers, wurde Mitte April 1945 im Kühlraum des Hauses im Untergeschoss für einige Tage inhaftiert. Ab dem 4. Mai 1945 wurde der Ballsaal vorübergehend als Notlazarett für die an Fleckfieber erkrankten KZ-Häftlinge genutzt. Am 21. Juli 1945 wurde hier der letzte Patient behandelt. Alle Kranken kamen in das in der Nähe liegende Glyn Hughes Hospital. Ab jetzt nutzten Einheiten der britischen Armee das Haus für einige Monate als Unterkunft. Vom Spätsommer 1945 bis zur Schließung des DP-Camps Belsen 1950 beherbergte das Gebäude die Geschäftsstelle des jüdischen Zentralkomitees. 1945 und 1947 tagten hier der erste und zweite Kongress der befreiten Juden in der britischen Zone. 1950 wurde das Roundhouse an die Britische Rheinarmee übergeben. Diese richtete hier einen NAAFI-Markt ein. Der YMCA unterhielt eine Kantine. Im Ballsaal wurde der Truppe Unterhaltung durch Tanzveranstaltungen, Discos und Live-Shows geboten.
Von 1945 bis 2015 nutzten die Britischen Streitkräfte in Deutschland das Kasernengelände. Am 1. Januar 2016 wurde das „Camp Hohne“ offiziell an die Bundeswehr übergeben.

### Glyn Hughes Hospital

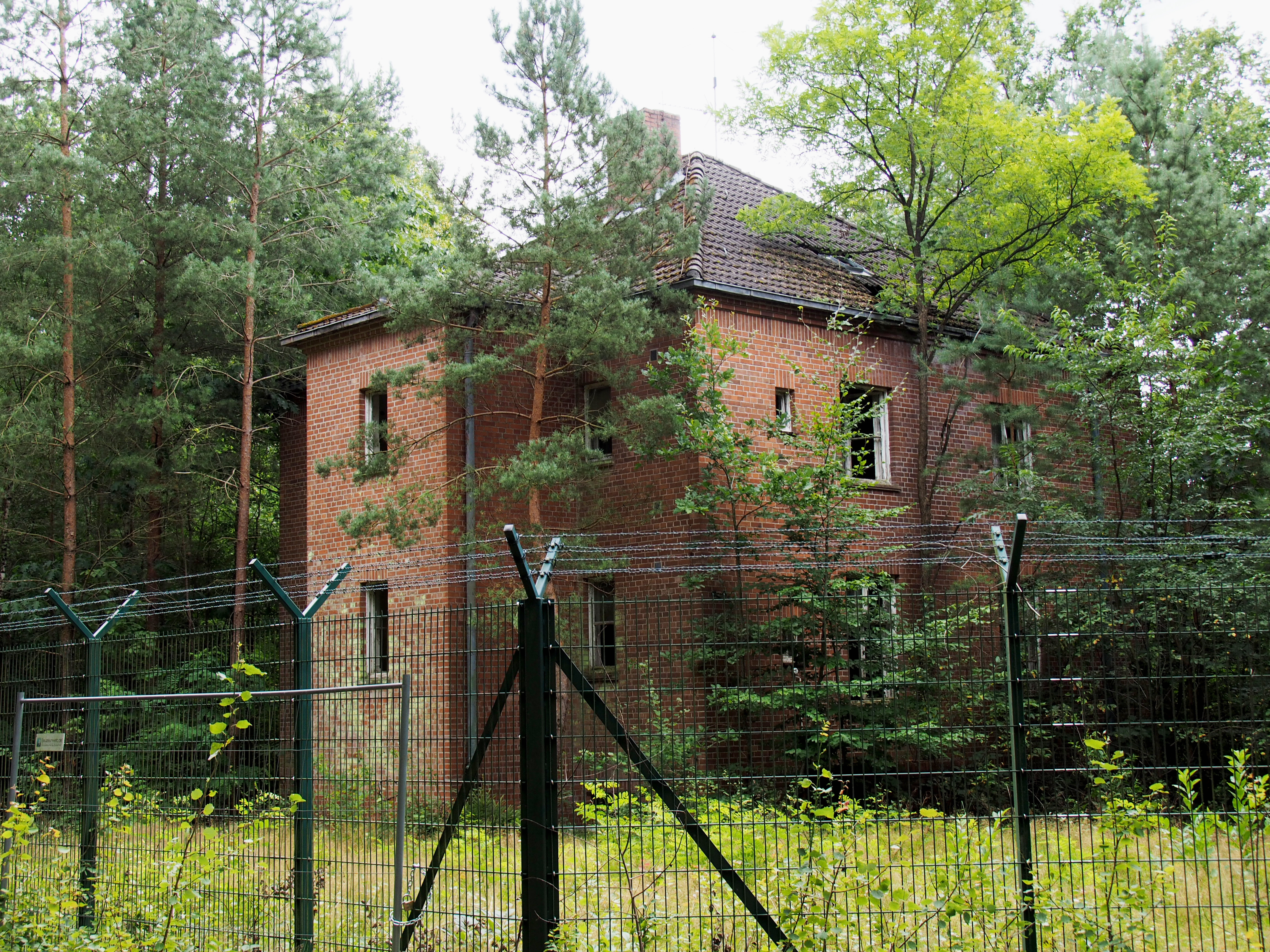
Gebäude A24 des ehemaligen Wehrmachslazaretts

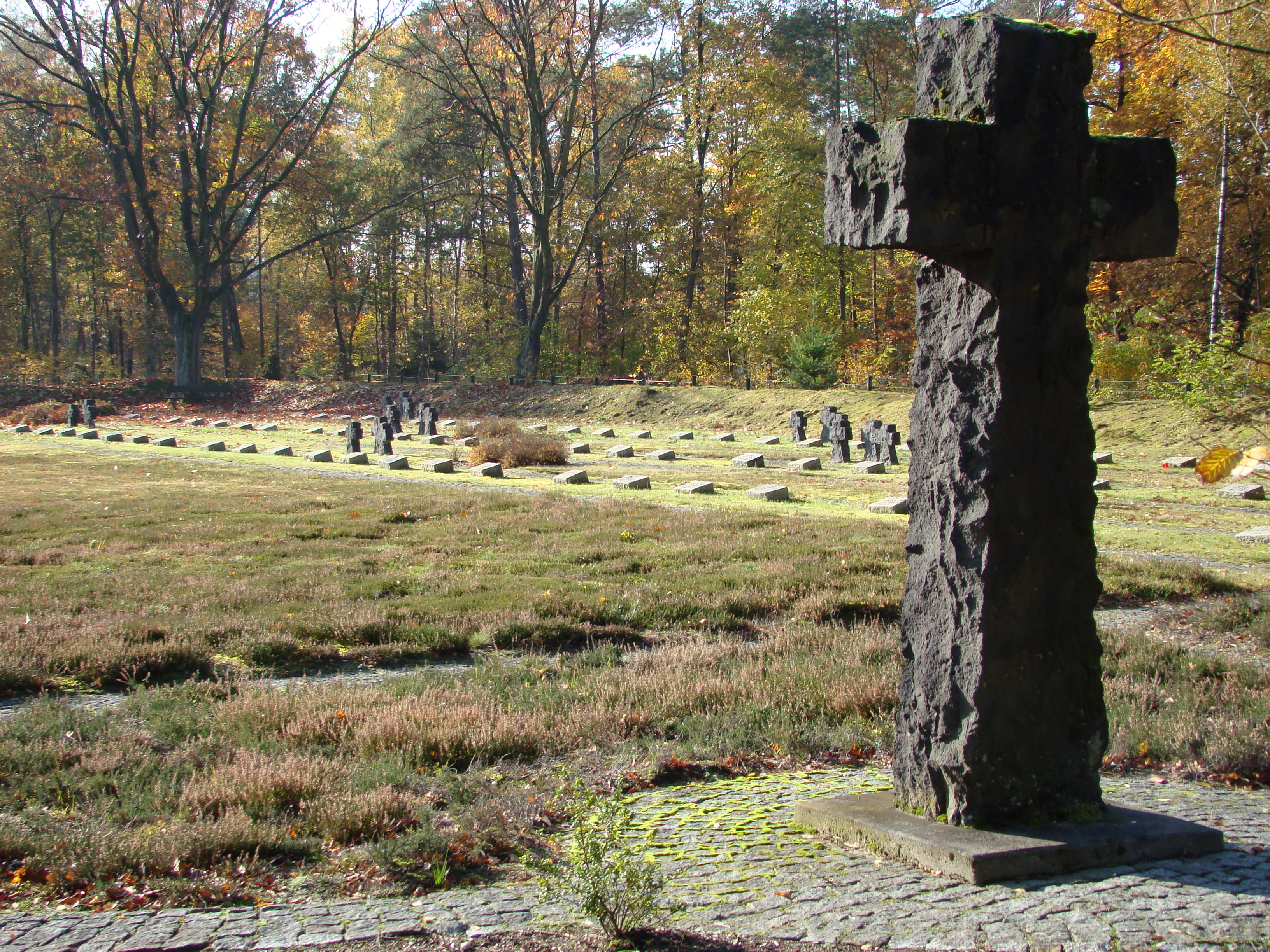
Deutscher Soldatenfriedhof

Beim Bau der Kaserne wurde etwa 500 m westlich des eigentlichen Kasernengeländes ein Wehrmachslazarett errichtet. Eine Anlage von mehreren Häusern die kreisförmig angeordnet sind. Der Komplex erhielt auch eine kleine Kapelle und etwa 300 m nördlich einen Soldatenfriedhof.
Ab April 1945 wurden für die kranken ehemaligen Häftlinge des KZ, in den unterschiedlichsten Gebäuden der Kaserne Nothospitale eingerichtet. Als immer mehr Personen die Unterkünfte geheilt verlassen konnten, wurden im Sommer 1945 die restlichen Patienten zur weiteren stationären Behandlung in das ehemalige Wehrmachtslazarett verlegt. Das Krankenhaus wurde inzwischen nach dem britischen Sanitätsoffizier Brigadegeneral Hugh Llewellyn Glyn Hughes „Glyn Hughes Hospital“ benannt. Der leitete die Organisation und Durchführung der ersten Rettungs- und Rehabilitierungsmaßnahmen nach der Befreiung des Konzentrationslagers Bergen-Belsen. Das Krankenhaus war für damalige Verhältnisse modern ausgestattet. Es verfügte über einen Operationssaal, eine Einrichtung zur  Zahnbehandlung und spezielle Fachabteilungen für die Behandlung von Tuberkulose und anderer Infektionskrankheiten. Eine gynäkologische Abteilung und eine Entbindungsstation wurden eingerichtet. Bis 1950 wurden hier etwa 1500–2000 Kinder geboren. Nach Auflösung des DP-Camps nutzte die britische Armee das Krankenhaus einige Zeit. Inzwischen steht es seit vielen Jahren leer und verfällt.

### Lernort M.B. 89

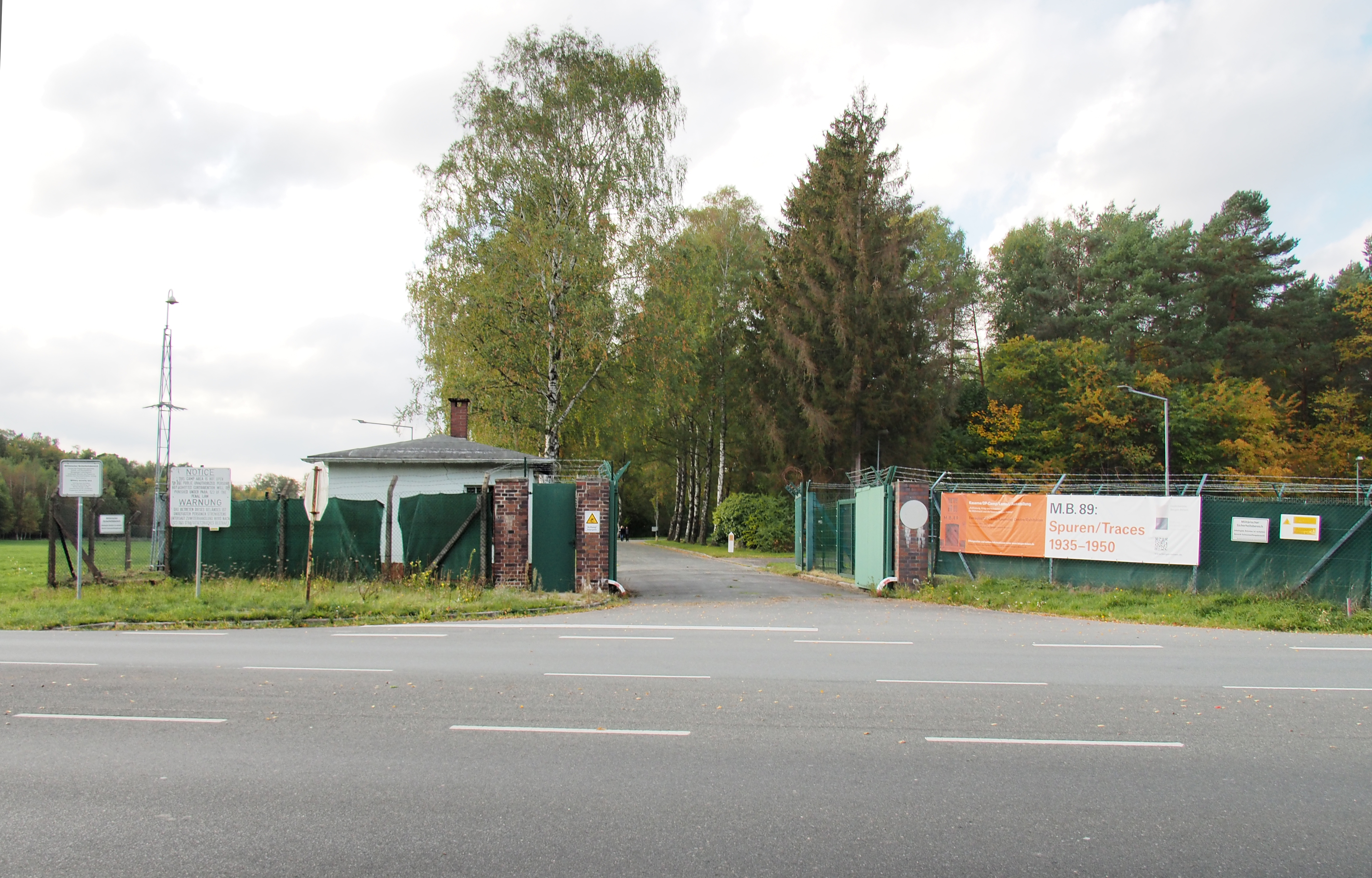
Eingangstor zur Ausstellung „Lernort M.B. 89“

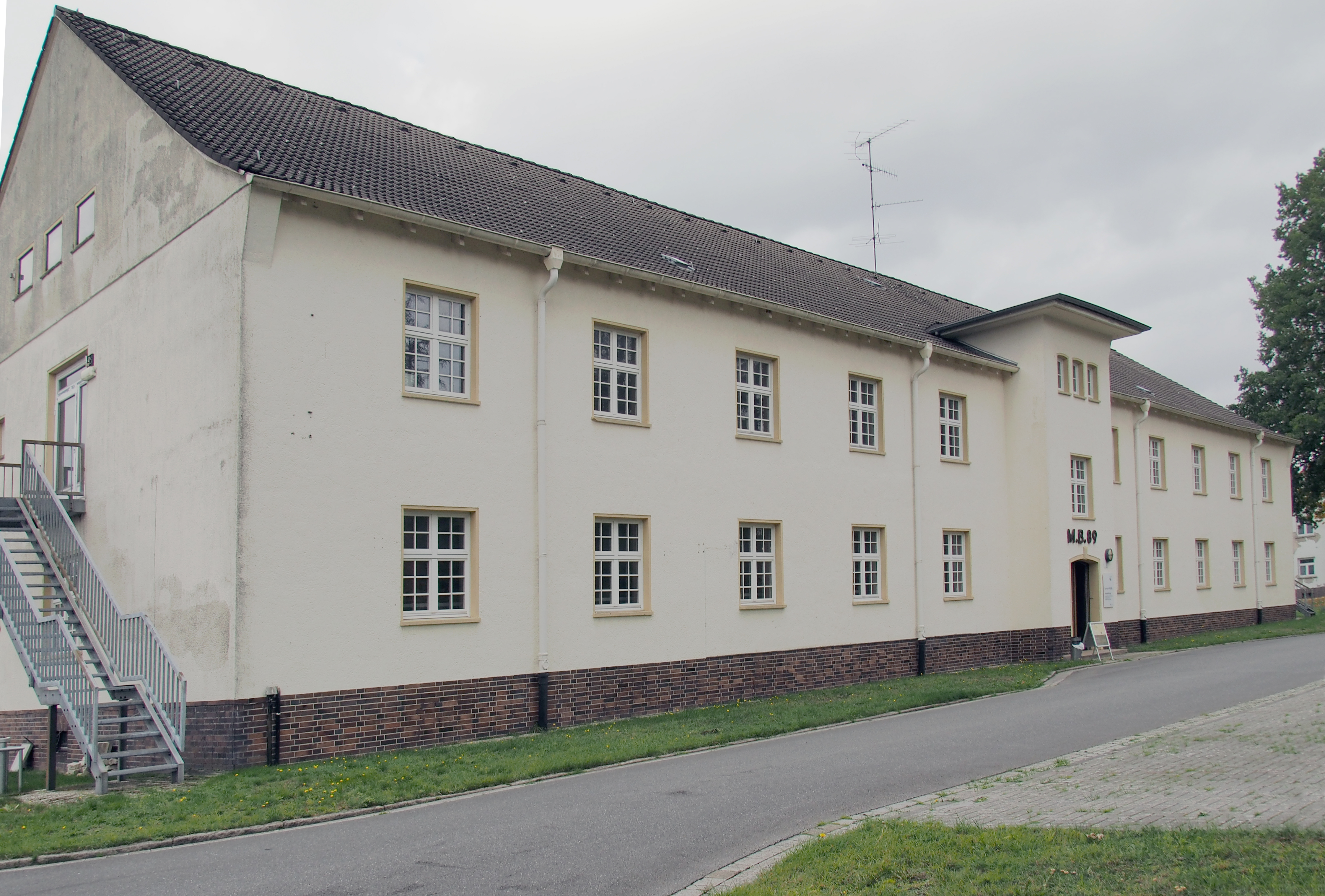
Mannschaftsbaracke 89 – Ausstellungsgebäude des „Lernort M.B. 89“

Am 28. April 2019 wurde auf einem abgetrennten Teil der Niedersachsen-Kaserne, in der Mannschaftsbaracke Nr. 89 (M.B. 89) die Ausstellung „Lernort M.B. 89“ eröffnet. Die Stiftung niedersächsische Gedenkstätten, als Trägerin der Gedenkstätte Bergen-Belsen, hat hier in Kooperation mit der Leibniz Universität Hannover eine Dauerausstellung aufgebaut. Die Ausstellung mit dem Titel „Aufrüstung, Krieg und Verbrechen. Die Wehrmacht und der Truppenübungsplatz Bergen“ befasst sich mit der Geschichte des Nationalsozialismus und der Beteiligung der Wehrmacht an deren Verbrechen.
Das Gebäude in dem sich die Ausstellung befindet, beherbergte in den letzten Tagen vor der Befreiung des KZ Bergen-Belsen Häftlinge und später zunächst polnische und ab 1946 jüdische Displaced Persons.
Die Ausstellung liegt im äußersten südöstlichen Bereich des Kasernengeländes an der Landesstraße L 298 von Bergen nach Winsen (Aller). Sie ist von hier über ein separates Kasernentor zu erreichen.

## Dienststellen
Folgende Dienststellen sind in der Kaserne stationiert:
- Panzerbataillon 414 mit fünf Kompanien
- Unterstützungspersonal Standortältester Lohheide
- Schießsimulator Panzertruppe Leopard 2 (414)
- Gefechtssimulator Panzerzug LEOPARD 2 (414)
- Bereich Truppenübungsplatzkommandantur Nord
- Truppenübungsplatzkommandantur Bergen
- Sanitätsunterstützungszentrum Munster, Außenstelle Bergen
- Bundeswehrfeuerwehr Bergen
- Ausbildungsstelle Brandschutz der Bundeswehr in Bergen

Das geplante neu aufzustellende niederländische Leopard 2 Bataillon wird zukünftig als zweites Panzerbataillon den Standort mit 46 Leopard 2A8 nutzen. Eine entsprechende Absichtserklärung wurde im April 2025 zwischen den Verteidigungsministern beider Länder unterzeichnet.